# 旗忠花園高爾夫俱樂部
旗忠花園高爾夫俱樂部，1995年建立，1999年10月開業，位於上海閔行區，佔地1050畝，毗鄰上海德威外籍人員子女學校（閔行校園）和國家檢察官學院（上海分院），是上海最老牌的高爾夫球場之一。球場總長7,208碼，共18個洞，自2014年起多次被《高爾夫文摘》雜誌評定為中國十佳高爾夫俱樂部，亦自2018年起，是高爾夫球賽事别克LPGA锦标赛上海站的舉辦場地。

## 外部連結
- 官方网站